# Малтифарнем
Малтифарнем (англ. Multyfarnham; ирл. Muilte Farannáin) — деревня в Ирландии, находится в графстве Уэстмит (провинция Ленстер).
Местная железнодорожная станция была открыта 8 ноября 1855 года и закрыта 17 июня 1963 года.
В 1977 году деревня выигрывала Irish Tidy Towns Competition.

## Демография
Население — 193 человека (по переписи 2006 года). В 2002 году население составляло 153 человек.
Данные переписи 2006 года:
| Общие демографические показатели |               |                               |                               |      |      |
| Всё население                    | Всё население | Изменения населения 2002—2006 | Изменения населения 2002—2006 | 2006 | 2006 |
| 2002                             | 2006          | чел.                          | %                             | муж. | жен. |
| 153                              | 193           | 40                            | 26,1                          | 96   | 97   |